# 파리에서의 마지막 탱고
《파리에서의 마지막 탱고》(이탈리아어: Ultimo tango a Parigi, 프랑스어: Le Dernier Tango à Paris)는 이탈리아와 프랑스에서 제작된 베르나르도 베르톨루치 감독의 1972년 드라마, 멜로/로맨스 영화이다. 말런 브랜도 등이 주연으로 출연하였고 알베르토 그리말디 등이 제작에 참여하였다.

## 출연

### 주연
- 말런 브랜도
- 마리아 슈나이더

### 조연
- 마리아 미치
- 지오바나 갈레티
- 기트 마그리니
- 캐서린 알레그리
- 루시 마르퀑
- 마리 헬렌 브레일
- 카트린느 브레야
- 댄 다이아먼트
- 까뜨린 솔라
- 마우로 마체티
- 장 피에르 레오
- 마시모 지로티

## 기타
- 프로듀서: 엔조 프로벤자레
- 미술: 페르디난도 스카피오티
- 의상: 기트 마그리니